# Władysław Bogdanowski
Władysław Bogdanowski (ur. 13 października w 1957 Lipianach) – polski dziennikarz radiowy.

## Edukacja
W 1981 roku ukończył studia w Wyższej Szkole Pedagogicznej w Olsztynie. W 1982 roku obronił pracę magisterską poświęconą kulturotwórczej i społecznej działalności Rozgłośni Polskiego Radia w Olsztynie. Jest absolwentem studiów podyplomowych w SGH w latach 1996 i 1997 z zakresu marketingu i zarządzania oraz budowy strategii spółki.

## Kariera
Od 1980 do 2006 pracował jako dziennikarz Radia Olsztyn SA współpracując z ogólnopolskimi programami Polskiego Radia, głównie z "Jedynką" i "Trójką".  Od 1991 do 1993 był zastępcą redaktora naczelnego Polskiego Radia Olsztyn. Jest inicjatorem i współautorem radiowych eliminacji do Ogólnopolskie Spotkania Zamkowe „Śpiewajmy Poezję”, które przez kilka lat przeprowadzane były na antenie III Programu PR (Trójki), przy współpracy z Wojciechem Mannem i Januszem Deblessemem. W latach 1993–2000 był redaktorem naczelnym i członkiem Zarządu Radia Olsztyn SA, a w latach 2000-2006 prezesem i jednocześnie redaktorem naczelnym. Jest aktywistą Stowarzyszenia Radia Publicznego w Polsce, przy czym przez dwie kadencje był członkiem zarządu tej organizacji. Od grudnia 2009 do lipca 2011 był członkiem Zarządu Polskiego Radia S.A.

## Nagrody i odznaczenia
Z okazji 80-lecia Polskiego Radia został odznaczony Srebrnym Krzyżem Zasługi.  W roku 2002 podczas obchodów 50-lecia PR Olsztyn, z rąk prezesa Polskiego Radia otrzymał Złoty Mikrofon, będący uhonorowaniem dorobku programowego olszyńskiej rozgłośni.
W roku 2012 otrzymał statuetkę honorowego Melchiora za wkład w rozwój reportażu radiowego.